# 乌杰克煤矿罢工事件
乌杰克煤矿罢工事件（波蘭語：Pacyfikacja kopalni Wujek）是于1981年12月16日发生在波兰人民共和国戒严时期的一起政治事件。这是波兰当局镇压团结工会运动的一次尝试。在事件中ZOMO向示威的人群开火，造成9人死亡，23人受伤。其中最年轻的遇难者是安杰伊·佩乌卡，遇难时19岁。

## 背景
1980年12月13日0：00救国军事委员会发动了冷杉行动，逮捕了一批团结工会领袖。
12月13日凌晨1点，团结工会成员之一扬·路德维克扎克被逮捕，在逮捕过程中民兵队与工人发生了冲突。

## 时间线

### 12月14日
工人开始罢工，要求释放扬·路德维克扎克，工人派出代表团与卡托维兹工业联盟军事专员进行会谈，但并未取得进展。附近居民自发向工人提供食物。

### 12月15日
由于佐菲欧卡煤矿和斯塔西克煤矿罢工于当日被MO和ZOMO以实弹镇压，受到此先例的影响，工人处于紧张状态。下午19:00，波兰民兵的准将杰日·格鲁巴在卡托维兹省办公室会议中下令派出民兵镇压乌杰克煤矿工人。晚上，矿工开始制造用于防御的金属工具。

### 12月16日
上午9：00，省军事参谋长马切伊·扎伦巴、上校皮奥特·甘布卡。卡托维兹省军事参谋部切斯瓦夫·皮卡斯基和卡托维兹副总统杰西·西兰到了矿场。奥特·甘布卡，在众人面前回忆他的矿工父亲并要求停止罢工，矿工们则唱起了波兰天主教赞美诗Boże, coś Polskę来回应。根据上校皮奥特·甘布卡的说法，在矿场聚集了500-700 名矿工，每个矿工都戴着头盔。
卡托维兹省戒严指挥部动员了5个 ZOMO 连、1 个NOMO连、2个ORMO连、3 个陆军摩托化步兵连和 1 个陆军坦克连以对抗罢工。参与的警察人数为 1471 人，军队人数为 760 人。每名士兵有 60 发实弹和 60 发空弹。军队增派了了22辆坦克和44辆步战车。由卡齐米日·维尔琴斯基中校指挥。格鲁巴上校下令等到弥撒在矿场结束再镇压。因为当局不希望与波兰天主教会发生冲突。
卡托维兹医疗中心接到命令，紧急清空病床以接收伤员。只有卧床不起的病人才能留在医院。
10：30，清场行动开始，水炮和催泪瓦斯向聚集在矿区前的人群发射。
10：53，坦克冲破了矿区围栏，随后民兵在坦克的协助下进入矿井。他们在机械车间前遇到了路障。坦克卡在路障上。在坦克卡住后，矿工们在路障前跳了出来，民兵撤退。在逃跑过程中，三名警察被矿工劫持。他们受到了矿工的殴打。
11：00，切斯瓦夫·基什恰克接到甘布卡的报告：乌杰克矿区局势紧张危险，警察受伤生命受到威胁，指挥官请求使用武器。 切斯瓦夫·基什恰克强烈拒绝并且不同意使用武器。他命令MO的所有分队和波兰军队撤出矿山，深入评估原因并提出进一步行动的建议。
12：30，一个由罗穆尔德·切斯拉克下士指挥的特殊ZOMO排下入矿井。该排没有配备盾牌或棍棒，而只配备了PM-63 Rak冲锋枪。该排大约有 2 个小队，即 20 名军官。矿井里传来打斗的声音，他认为情况十分严峻，于是下令开枪。5名矿工腹部、胸部或头骨中弹，当场身亡。另外3名矿工后来在医院死亡。
12：45，矿区安静下来。
14：00，甘布卡上校来到矿井救援站，现场地上躺着6具矿工的尸体。

## 后续审判

### 对罢工者的审判
1982年2月3日罢工委员会主席斯坦尼斯瓦夫·普瓦泰克被判处四年徒刑。其他人受审——亚当·斯克维拉、玛丽安·格乌赫和耶日·瓦塔克，被判处三年徒刑。

### 对公民民兵机动预备队的审判
1991年12月21 日，检察官向法院提交了一份起诉书，控告与1981年镇压有关的24人。1997年5月16日，原定宣判的前三天，辅助检察官的律师Leszek Piotrowski和Janusz Margasiński指控法院有偏袒并要求改变法官的组成。申请被驳回。1997年11月12日，ZOMO的11名成员被无罪释放，对其余成员的诉讼因证据不足而停止。
1998年12月5日，卡托维兹上诉法院因程序原因撤销1997年11月21日的判决，将本案移送复议。
2001年10月30日，卡托维兹地区法院作出无罪判决，结论是证据没有明确回答谁是矿工死亡的罪魁祸首。其中一名非专业法官持不同意见。该判决以丑闻告终。被谋杀的矿工的同事们批评法庭他让他们死去的同事蒙羞。
2003年2月25日，卡托维兹上诉法院驳回了二审判决，指责法官对重要证据分析不够充分。
2004年9月至 2007 年 5 月，乌杰克矿和 Manifest 七月的镇压案进行了第三次审查，并于2007年5月31日结束，卡托维兹区域法院作出非最终定罪判决，所有参与镇压ZOMO成员都犯有共产主义罪行。起诉书涉及17人，其中2名被告已经死亡。审判期间举行了近100场听证会，听取了约300名证人的证词。
罗穆尔德切斯拉克 因镇压西里西亚矿山乌杰克煤矿和佐菲欧卡煤矿而被定罪。法院判处他总共有期徒刑11年。
14名民兵枪杀矿工罪名成立。其中两人被判处三年徒刑，ZOMO特种排的其余12名成员被判处2.5年有期徒刑。